# Domitius Afer
Cnaeus Domitius Afer, né vers 16 av. J.-C., mort en 59 apr. J.-C., est un sénateur romain, célèbre orateur et avocat, né à Nemausus en Gaule narbonnaise. Il vit sous les règnes de Tibère, Caligula, Claude et Néron. Il est le père adoptif des frères Cnaeus Domitius Curvius.

## Biographie
Il naît vers 16 av. J.-C. à Nemausus, aujourd'hui Nîmes, en Gaule narbonnaise.
Son élève Quintilien le présente comme le plus grand orateur qu'il ait jamais connu. Mais il a déshonoré son talent en agissant en tant qu'informateur public contre certaines des personnalités les plus distinguées de Rome. Il gagne la faveur de Tibère en accusant Claudia Pulchra, la veuve de Varus, d'adultère et d'usage des arts magiques contre l'empereur.
Mis en accusation devant le sénat par Caligula, il s'en tire par une habile comédie, mêlant flatterie sur les qualités du discours de Caligula et humbles supplications, et l'appui de Calliste, affranchi de Caligula. Il est nommé consul suffect par Caligula en l'an 39,.
Sous Caligula, ou peu de temps après, vers 41,, il adopte les frères Cnaeus Domitius Curvius. Il a contribué à la ruine et à la perte de la citoyenneté de Sextus Curvius Tullus, père biologique des deux frères, ce qui signifie sans doute qu'il est impliqué dans les accusations qui ont conduit à son bannissement. La raison de l'adoption est toutefois inconnue. Les relations entre l'orateur et ses enfants adoptifs sont elles aussi tendues si l'on en croit Pline le Jeune, mais nous en ignorons également la raison. Le père adoptif a pris des mesures pour confisquer les propriétés du père biologique mais échoue à modifier son propre testament. Par conséquent, quand il décède, les deux fils adoptifs héritent des biens de leurs pères adoptif et biologique,.
Sous Néron, il est le superintendant de l'approvisionnement en eau.
Il meurt en 59 d'une indigestion, selon Jérome.
Quintilien cite certaines de ses maximes pleines d'esprit. L'Histoire littéraire de la France lui consacre un chapitre.